# ジョン・マッキンリー
ジョン・マッキンリー（John McKinly、1721年2月21日-1796年8月21日、博士）は、アメリカ合衆国デラウェア州ニューキャッスル郡ウィルミントン出身の医者であり、政治家である。フレンチ・インディアン戦争に従軍し、デラウェア邦議会の議員となり、デラウェア邦では初めて選挙で選ばれた知事（デラウェアではPresidentと称する）になった。知事在任期間はアメリカ独立戦争の最中であり、イギリス軍が侵略してきた時に捕虜になった。また或る期間連邦党員でもあった。

## 生い立ちと家族
マッキンリーは1721年2月21日、アイルランドのアルスターで生まれた。両親はアルスター・スコッツ（スコットランドのローランド地方からアイルランドのアルスター地方に移住した人々）であり、1742年にウィルミントンに移住してきた。1761年、マッキンリーはクエーカー教徒で製粉業者のリチャード・リチャードソンの娘、ジェイン・"ジェニー"・リチャードソンと結婚した。2人には子供が無かった。その家はウィルミントンの3番街とフレンチ・ストリートの北西角にあり、現在はオフィスビルとなっている。夫婦共にウィルミントンの最初の長老派教会員であり、ロドニー広場にあるその教会はアメリカ合衆国でも最初でかつ中枢となる長老派教会であった。医学に関する教育履歴は知られていないが、人気のある医者として著名になった。1747年、マッキンリーはニューキャッスル郡民兵の中尉に任ぜられ、1756年、フレンチ・インディアン戦争のとき少佐になった。このとき、「ザ・ロックス」と呼ばれる地域にある古いクリスチーナ砦で仲間と共に防弾砲台と火薬庫を建設した。その強さと美しさにおいて大陸にあるどの砲台にも勝ってはいなくても同等であると誇らかに報告された。

## 政歴
18世紀のデラウェアの政治は「コート党」と「カウンティ党」という緩やかな党派に分かれていた。多数派のコート党（王党派）は一般に米国聖公会員であり、ケント郡とサセックス郡で強く、植民地の領主政府と協力してイギリスの政府との和解に賛成していた。少数派のカウンティ党（独立派）は大半がアルスター・スコッツであり、ニューキャッスル郡に多く、直ぐにでもイギリスからの独立を主張する者達であった。マッキンリーは住民の多数の者およびデラウェア議会の多数派と同様にコート党とその中庸的な政策に親しんだ。しかし、マッキンリーにはアルスター・スコッツという背景があり、長老派教会では著名な人物だったので、カウンティ党に親しむ人々にも受け入れられた。
マッキンリーは1757年にニューキャッスル郡の保安官に選ばれ、1758年から1776年の間でウィルミントンの町長を1期3年の任期を4期務めた。1771年/72年の会期から1775年/76年の会期までデラウェア下流3郡の議会にニューキャッスル郡選出の議員も務めた。アメリカ独立戦争に向かう出来事の中で1773年10月にはデラウェア通信委員会のメンバーになり、1774年11月まで委員長だった。一方でニューキャッスル郡民兵隊の准将でもあった。
デラウェア下流3郡の議会が1776年6月15日にイギリス政府からの離別を宣言した時、議会が会期中でない時のために新しい独立邦を動かす安全委員会を作った。その委員会は各郡から5名ずつの委員が指名された。マッキンリーもニューキャッスル郡のメンバーの一人であり、委員会の議長に選出された。更に、1776年10月に最初のデラウェア邦議会議員を選出した時、マッキンリーは再び1776年/77年会期の議院に選ばれ、またその議長になった。

### デラウエア邦の知事
1777年2月12日、デラウェア邦議会はマッキンリーを最初の知事（President）に選出した。マッキンリーは1777年9月22日までその職にあった。知事としてのマッキンリーは直ぐに王党派の暴動に直面した。特にサセックス郡で激しかった。大陸軍のデラウェア連隊では、最初に徴兵した兵士の徴兵期間が切れるために新兵を徴兵する必要もあった。しかし、1777年9月11日のブランディワインの戦いでイギリス軍が大勝したために事態は急変した。戦闘が終わった後の夜、イギリス軍第71連隊すなわちフレーザーズ・ハイランダーズが10マイル (16 km)の距離をウィルミントンに向かい、デラウェア川のイギリス艦隊と落ち合って負傷者のための病院を作ることになった。その最中にイギリス兵が邦の文書類を含む宝物を見つけて取り上げた。イギリス兵はさらに寝室にいたマッキンリー知事を見つけて捕虜として連れ帰った。マッキンリーは戦争捕虜としてデラウェア川上のローバック号、後にはソールベイ号に収監された。
歴史家のジョン・シャーフはその著書「デラウェアの歴史」でこの状況を次のように書いている。
1778年8月20日、マッキンリーは大陸会議の議長であるヘンリー・ローレンスに当てて次の手紙を書いた。
1778年6月、イギリス軍がフィラデルフィアを去るとき、マッキンリーはニューヨーク邦のブルックリンに移送された。マッキンリーは1778年8月にニュージャージ邦の王党派知事でベンジャミン・フランクリンの息子であるウィリアム・フランクリンとの捕虜交換で釈放された。
| 1776/77年 | 第1会期 | 無党派 | ジョージ・リード | 無党派 | トマス・マッキーン |

## 職業の経歴
マッキンリーは釈放された後、医業に復帰しウィルミントンでの公的活動を続けた。再び政治的な役職に就くことは無かった。大陸会議の代議員指名は拒否し、1783年2月の知事選挙では敗れた。1789年のデラウェア医学会設立を支援し、1783年まではニューアーク・アカデミー評議員会のメンバー、1794年から1796年の死までは評議員長を務めた。ニューアークのアカデミーはデラウェア大学に発展した。マッキンリーは学校の教師の給与を寄付し、多くの学生が教育を受ける援助をしたと知られている。

## 死および遺産
マッキンリーは1796年8月21日にウィルミントンで死に、そこの長老派教会墓地に埋葬された。遺骸は1922年にウィルミントン&ブランディワイン墓地に移葬された。サウスパーク・ドライブとノース・アダムズ・ストリートが交差する近くの墓地に墓碑が置かれている。
マッキンリーは外国で生まれた唯一のデラウェア知事であった。アルスター・スコッチでありニューキャッスル郡の出身であったが、独立の問題では中庸でありイギリスとの開戦を躊躇と後悔の念で見ていた。このことでその職が大衆に支持され特にケント郡やサセックス郡で広く受け入れられた。ジョージ・リードは政治的盟友であり助言者であり、マッキンリーが最初に知事に選ばれるのを支持する側に回った。それ故にトマス・マッキーンとその同調者はその対抗者であった。ジェイムズ・ティルトンのような熱心な革命論者はマッキンリーのことを「ジョージ・リードの背中に当てる当て布」とよび、「老女」とも言った。マッキンリーは耐え忍ぶことになった長い囚われの生活について、常にトマス・マッキーンを非難していた。
デラウェア大学のジョン・マッキンリー研究所はマッキンリーに因んで名付けられた。
ジョン・マッキンリーの肖像画は知られていない。

## 年鑑
選挙は10月1日に行われた。デラウェア議会議員は10月20日以降のウィークデイに就任した。議員の任期は1年間であった。議会は3年任期の知事を選出した。
| 公職             | 公職   | 公職             | 公職   | 公職            | 公職            | 公職               |
| 職               | 種類   | 場所             | 選出   | 就任            | 離職            | 注                 |
| ---------------- | ------ | ---------------- | ------ | --------------- | --------------- | ------------------ |
| 保安官           | 司法官 | ニューキャッスル | 1757年 | 1757年 10月4日  | 1760年 10月3日  | ニューキャッスル郡 |
| 町長             | 行政官 | ウィルミントン   | 1758年 | 1755年 10月20日 | 1761年 10月20日 | ウィルミントン     |
| 町長             | 行政官 | ウィルミントン   | 1766年 | 1766年 10月20日 | 1769年 10月20日 | ウィルミントン     |
| 町長             | 行政官 | ウィルミントン   | 1770年 | 1770年 10月20日 | 1773年 10月20日 | ウィルミントン     |
| デラウェア邦議員 | 議員   | ニューキャッスル | 1771年 | 1771年 10月21日 | 1772年 10月20日 |                    |
| デラウェア邦議員 | 議員   | ニューキャッスル | 1772年 | 1772年 10月20日 | 1773年 10月20日 |                    |
| デラウェア邦議員 | 議員   | ニューキャッスル | 1773年 | 1773年 10月20日 | 1774年 10月20日 |                    |
| デラウェア邦議員 | 議員   | ニューキャッスル | 1774年 | 1774年 10月20日 | 1775年 10月20日 |                    |
| 町長             | 行政官 | ウィルミントン   | 1774年 | 1774年 10月20日 | 1776年 10月28日 | ウィルミントン     |
| デラウェア邦議員 | 議員   | ニューキャッスル | 1775年 | 1775年 10月20日 | 1776年 6月15日  |                    |
| 議長             | 行政官 | ニューキャッスル |        | 1776年 6月15日  | 1776年 10月28日 | 安全委員会         |
| デラウェア邦議員 | 議員   | ニューキャッスル | 1776年 | 1776年 10月28日 | 1777年 2月12日  |                    |
| デラウェア邦知事 | 行政官 | ニューキャッスル |        | 1777年 2月12日  | 1777年 9月22日  | [ 6 ]              |

| デラウェア邦議会 | デラウェア邦議会 | デラウェア邦議会 | デラウェア邦議会 | デラウェア邦議会 | デラウェア邦議会 | デラウェア邦議会 |
| 年               | 会期             | 院               | 多数派           | 知事             | 委員会           | 選挙区           |
| ---------------- | ---------------- | ---------------- | ---------------- | ---------------- | ---------------- | ---------------- |
| 1776年/77年      | 1期              | デラウェア邦議員 | 無党派           | なし             | 議長             | ニューキャッスル |